# ファン・フェーン (オートバイ)
ファン・フェーン（Van Veen または Van Veen Kreid）はかつてオランダのアムステルダムにあったオートバイメーカー。創立者はクライドラーのオートバイ輸入業者ヘンク・ファン・フェーン。
1974年、ファン・フェーンはコモトール製の1,000ccロータリーエンジンを搭載し、前後キャストホイールとブレンボのディスクブレーキを装備したプロトタイプ第1号を完成させ、OCR1000として11月のケルン・モーターサイクル・ショーに出品した。
ロータリーエンジン車という話題性とは裏腹に評論家筋の評判は芳しくなく、エンジンの供給問題や信頼性、約300kgにもなる車重、コストパフォーマンスの悪さ（15,000USドル）などネガティブな要素も災いし、生産台数は1978年から1981年にかけて僅か38台のみに止まった。
2011年、OCR1000の残存パーツを購入したアンドリエス・ウィーレンハは、10台の車両を完成させ販売した。